# Isidor Cònsul i Giribet
Isidor Cònsul i Giribet (Bellpuig, 14 de juliol de 1948 - Badalona, 27 d'agost de 2009) fou un editor, crític literari i escriptor català, destacat per ser director d'edicions Proa entre 1998 i 2009.

## Biografia
Cònsul va néixer el 14 de juliol de 1948 a Bellpuig (Urgell), però residí part de la seva vida a Sant Just Desvern (Baix Llobregat). Estudià Magisteri i Filologia romànica, i es doctorà en Filologia Catalana l'any 1991, alhora que exercí de docent a l'escola Súnion i en diferents instituts i universitats. Apassionat de les obres de Jacint Verdaguer, publicà la col·lecció "Totes les obres" (2002-2006), formada per quatre volums que recollien tota l'obra de teatre, poesia i prosa de l'autor. També redactà per a Catalunya Ràdio els guions del programa Verdaguer, 100 anys, emès l'any 1988. Com a autor, elaborà dos dietaris: Cinc estacions. Un dietari (1998) i Tractat de geografia (2008), peces literàries on expressà les seves experiències, referents literaris i paisatges vitals.
Va exercir de secretari del Centre Català del PEN i de l'Ateneu Barcelonès, així com de professor i col·laborador d'alguns mitjans de comunicació en català, com l'Avui, El Temps o Serra d'Or. També va ser cap de redacció de la publicació Catalan Writing del PEN. Fou membre de l'Associació d'Escriptors en Llengua Catalana (AELC) i de l'Associació Internacional de Llengua i Literatura Catalanes (AILLC). L'any 2008 va rebre el premi Ciutat d'Olot-Marià Vayreda per la seva última obra, Tractat de geografia.
Morí la tarda del dijous 27 d'agost de 2009 a l'Hospital Trias i Pujol de Badalona (Barcelonès), a l'edat de 61 anys, a causa d'un càncer de pulmó que tenia des de feia un any i mig. El funeral se celebrà el dissabte 29 d'agost al tanatori de les Corts de Barcelona i hi assistiren mig miler de persones, algunes de les quals eren destacades personalitats del món de la política i la cultura catalana, com ara Jordi Pujol, Josep-Lluís Carod-Rovira, Joan Manuel Tresserras, Vicenç Villatoro, Sebastià Alzamora o Víctor Alexandre. El seu cos fou incinerat i les cendres reposen en els quatre punts essencials de la seva geografia particular: a Bellpuig –el poble natal–, a Sant Just Desvern –on va viure a partir del 1980–, a Cervera –el poble de la seva dona, Romi Porredon– i a Espés –el poble del seu pare, que forma part del municipi de les Paüls, a la Franja de Ponent.
Actualment, hi ha un centre que duu el seu nom: la Biblioteca Municipal Isidor Cònsul, a Bellpuig.

## Premis i reconeixements
- Nit de l'Edició - Atlàntida al millor articulista en català (1997)
- Eduard Rifà de guions radiofònics, per Verdaguer, 100 anys (1988)
- RAC de guionatge, per Verdaguer, 100 anys (1988)
- Ciutat d'Olot - Marià Vayreda de narrativa, per Tractat de geografia (2008)

## Llibres publicats

### Biografies
- Perfils de Verdaguer. Barcelona: Edicions Proa, 2003

### Estudis literaris
- Llegir i escriure; papers de crítica literària. Barcelona: Edicions de la Magrana, 1995
- Antologia de Jacint Verdaguer. Barcelona: La Magrana, 1986
- Jacint Verdaguer / Joan Maragall. Joc de miralls. Barcelona: Enciclopèdia Catalana, 2002
- Tirant lo Blanc. Barcelona: Labor, 1992
- Jacint Verdaguer; història, crítica i poesia. Barcelona: El Mall, 1986

### Narrativa
- Ànima de bolero. Barcelona: Editorial Empúries, 2009
- Tractat de geografia. Barcelona: Empúries, 2008

### Textos autobiogràfics
- Cinc estacions; un dietari. Barcelona: La Magrana, 1998
- En el nom del pare. Calaceit: Institut d'Estudis del Baix Cinca, 2004